# Penelope pileata
Penelope pileata là một loài chim trong họ Cracidae.